# Synodontis vermiculatus
Synodontis vermiculatus är en afrikansk, afrotropisk fiskart i ordningen Malartade fiskar som lever i Mali och Nigeria. Den är främst nattaktiv. Denna fisk kan bli upp till 50 cm lång och lever i cirka 11 år.